# یاسمین (دیزنی)
یاسمین (به انگلیسی: Jasmine) یک شخصیت داستانی است که در علاءالدین (۱۹۹۲) سی‌ویکمین فیلم پویانمایی بلند والت دیزنی پیکچرز ظاهر می‌شود. یاسمین دختر با روحیهٔ یک سلطان است که از زندگی خود در قصر خسته شده‌است. علی‌رغم یک قانون قدیمی مبنی بر اینکه یک شاهدخت باید به موقع با یک شاهزاده در سالگرد تولد آینده‌اش ازدواج کند، یاسمین در عوض مصمم است با کسی ازدواج کند که او خودش وی را به خاطر شخصیتش دوست داشته باشد نه به خاطر اموال و دارایی‌اش. یاسمین که توسط کارگردانان ران کلمنتس و جان ماسکر به همراه فیلمنامه‌نویسان تد الیوت و تری روسیو ساخته شده‌است، از شاهخدت بدرالبدور، شاهدختی که در علاءالدین و چراغ جادو از داستان عامیانه هزار و یک شب ظاهر می‌شود، اقتباس شده‌است. لیندا لارکین بازیگر آمریکایی صداپیشگی او را برعهده دارد و صدای آواز او توسط خواننده فیلیپینی لیا سالونگا ارائه شده‌است.
شخصیت یاسمین در ابتدا به صورت یک شاهدخت لوس و ماده‌باور نوشته شد، اما نویسندگان در نهایت پس از حذف مادر علاءالدین از اسکریپت به بازنویسی او به یک قهرمان قوی‌تر و برجسته‌تر پرداختند و عناصر داستان را از فیلم کمدی رمانتیک تعطیلات رمی (۱۹۵۳) اقتباس کردند. چندین ماه پس از ایفای نقش، لیندا لارکین تقریباً از پروژه اخراج شد زیرا جفری کاتزنبرگ، مدیر اجرایی دیزنی احساس می‌کرد که صدای او برای یک شاهدخت مناسب نیست، اما ران کلمنتس و جان ماسکر موفق شدند او را برخلاف این امر متقاعد کنند. لیا سالونگا که توسط آلبرت تاوارس، مدیر بازیگران کشف شد، بر پایهٔ اجرایش در موزیکال دوشیزهٔ سایگون، به عنوان صدای آواز یاسمین انتخاب شد. این تصمیم بی‌سابقه بازیگری، یاسمین را به اولین پرنسس دیزنی تبدیل کرد که صدای صحبت کردن و آواز خواندنش توسط دو بازیگر زن مختلف ارائه شده‌است. طراحی شخصیت یاسمین که توسط مارک هن پویانمایی شده‌است، ترکیبی التقاطی از منابع منحصر به فردی، از جمله یک مهمان ناشناس از شهر بازی، خواهر خود مارک هن، و بازیگر آمریکایی جنیفر کانلی می‌باشد.
یاسمین تنها پرنسس دیزنی است که شخصیت اصلی فیلم خودش نیست و نقش دوم (از میان همهٔ شخصیت‌های فیلم) و نقش اول زن را بر عهده می‌گیرد. این شخصیت نقدهای متفاوت و خوب و بد را به خود جلب کرده‌است، به طوری که قوس شخصیتی او با پیشینیانش آریل از پری دریایی کوچولو (۱۹۸۹) و بل از دیو و دلبر (۱۹۹۱) به‌طور نامطلوب مقایسه شده‌اند، اما به خاطر شخصیت و ویژگی‌های شیمی‌اش با علاءالدین مورد تحسین قرار گرفته‌است. او ششمین پرنسس دیزنی و اولین عضو غیراروپایی فرنچایز و همچنین اولین شاهدخت غرب آسیا است. به همین دلیل، یاسمین برای معرفی تنوع فرهنگی در فرنچایز پرنسس دیزنی ستوده می‌شود. یاسمین در دنباله‌های بازگشت جعفر (۱۹۹۴) و علاءالدین و شاه دزدان (۱۹۹۶) و همچنین مجموعهٔ تلویزیونی پویانمایی آن و اقتباس موزیکال برادوی از این فیلم ظاهر شد. لیندا لارکین و لیا سالونگا هر دو جایزه افسانه‌های دیزنی را برای کمک به این نقش دریافت کردند. نائومی اسکات این شخصیت را در اقتباس لایواکشن سال ۲۰۱۹ از فیلم اصلی سال ۱۹۹۲ بازی کرد.